# لي كوانغ ليم
لي كوانغ ليم Lê Quang Liêm لاعب شطرنج فيتنامي يحمل لقب أستاذ كبير.
- ولد في 13 مارس 1991.
- توج بطلاً للعالم في الشطرنج الخاطف في عام 2013.
- فاز ببطولة العالم للشطرنج للشباب تحت 14 سنة في يوليو 2005.
- شارك ممثلاً لفيتنام في أولمبياد الشطرنج أعوام 2006، 2008، 2010، 2012، 2014 و2016.
- بلغ تصنيف إيلو 2737 نقطة واحتل المركز 21 ضمن أفضل لاعبي الشطرنج في العالم.
- وهو المصنف رقم واحد في فيتنام حالياً.

## وصلات خارجية
- لي كوانغ ليم على موقع الاتحاد الدولي للشطرنج (الإنجليزية)
- لي كوانغ ليم على موقع مباريات الشطرنج (الإنجليزية)
- لي كوانغ ليم على موقع 365Chess.com (الإنجليزية)
- لي كوانغ ليم على موقع Chesstempo.com (الإنجليزية)
- لي كوانغ ليم على موقع الاتحاد الأمريكي للشطرنج (الإنجليزية)
- لي كوانغ ليم سجل أولمبياد الشطرنج على موقع OlimpBase.org (الإنجليزية)